# Fabienne Siegmund

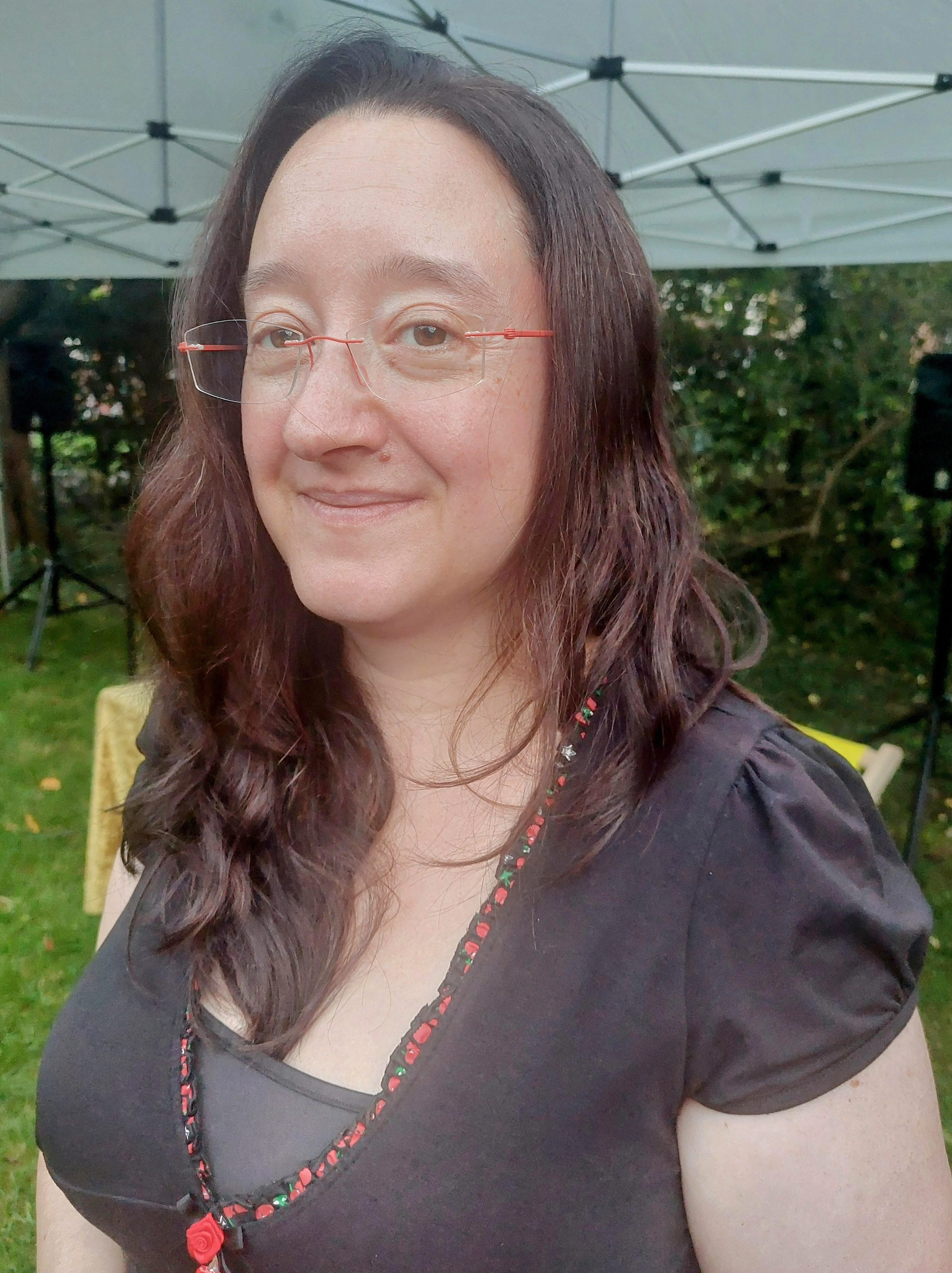
Fabienne Siegmund, deutsche Fantasy-Autorin

Fabienne Siegmund (* 1980 in Köln) ist eine deutsche Herausgeberin und Schriftstellerin von Fantasy-Romanen.

## Leben
Zunächst ist Siegmund in der Phantastik-Szene vor allem als Herausgeberin verschiedener Anthologien sowie des Fanzines „Blätterwelt“ in Erscheinung getreten. 2011 erschien mit „Sternenasche“ erstmals eine Novelle von ihr, 2015 folgten mit „New York Seasons: Sommerkuss“ und „Das Nebelmädchen“ erste Romane. 2016 startete sie gemeinsam mit Stephanie Kempin, Vanessa Kaiser und Thomas Lohwasser das Shared-Universe-Projekt „Herbstlande“ im Verlag Torsten Low. Ihre Graphic Novel „Der Karussellkönig“ wurde 2016 mit dem Goldenen Stephan ausgezeichnet.
Siegmund lebt in Erftstadt in der Nähe von Köln, ist gelernte Bürokauffrau und arbeitet in der Energiewirtschaft. Sie ist ehemaliges Vorstandsmitglied im Phantastik-Autoren-Netzwerk (PAN e. V.) und wird durch die Agentur Langenbuch & Weiß vertreten. 2019 war sie Teil der Jury des Phantastik-Preises Seraph.

## Werke (Auswahl)

### Romane und Novellen
- Sternenasche. Ulrich Burger, Homburg 2011, ISBN 978-3-943378-02-3.
- Das zerbrochene Mädchen und andere Erzählungen. Verlag Torsten Low, Meitingen 2011, ISBN 978-3-940036-10-0.
- Der Nebel Notre Dames und andere Geschichten. Verlag Ulrich Burger, Homburg 2012, ISBN 978-3-940036-10-0.
- Goldstaub. Verlag Ulrich Burger, Homburg 2013, ISBN 978-3-943378-09-2.
- mit Stephanie Kempin, Vanessa Kaiser, Thomas Lohwasser: Herbstlande. Verlag Torsten Low, Meitingen 2016, ISBN 978-3-940036-40-7.
- mit Thilo Corzilius: Das Mädchen und der Leuchtturm. ohneohren, Wien 2016, ISBN 978-3-903006-38-6.
- Die Blätter des Herbstbringers. ohneohren, Wien 2017, ISBN 978-3-903006-71-3.
- Das Herz der Nacht. Acabus Verlag, Hamburg 2017, ISBN 978-3-86282-436-6.
- Das Zylinderkabinett oder das Mädchen, das nicht dorthin gehörte. Art Skript Phantastik, Salach 2019, ISBN 978-3-945045-49-7.
- mit Stephanie Kempin, Vanessa Kaiser, Thomas Lohwasser: Herbstlande - Verklingende Farben. Verlag Torsten Low, Meitingen 2019, ISBN 978-3-96629-005-0, S. 430.
- Herbstfeuer (Eine Herbstlande Novelle). Verlag Torsten Low, Meitingen 2020, ISBN 978-3-96629-009-8, S. 40.
- Das Nebelmädchen von Mirrors End. Art Skript Phantastik, Salach 2020, ISBN 978-3-945045-49-7, S. 184.

### Graphic Novels
- mit Tatjana Kirsten: Der Karussellkönig. Verlag Torsten Low, Meitingen 2016, ISBN 978-3-940036-36-0.
- mit Veronika Schnattinger: Der Zirkus der Einhörner. Edition Roter Drache, Göttingen 2019, ISBN 978-3-946425-65-6.

### Als Herausgeberin
- Buntes Herbstgeflüster. Herbstgeschichten aus der Blätterwelt. Verlag Ulrich Burger, Homburg 2009, ISBN 978-3-9812846-8-3.
- Die Einhörner. Verlag Torsten Low, Meitingen 2012, ISBN 978-3-940036-12-4.
- Die Irrlichter. Verlag Torsten Low, Meitingen 2015, ISBN 978-3-940036-32-2.
- mit Stephanie Kempin, Vanessa Kaiser, Thomas Lohwasser: Geschichten aus den Herbstlanden. Verlag Torsten Low, Meitingen 2018, ISBN 978-3-940036-48-3.